# Troy Kemp
Troy Kemp (* 18. března 1966, Nassau) je bývalý bahamský atlet, skokan do výšky. V roce 1995 se stal v Göteborgu mistrem světa.
Jeho dalšími úspěchy jsou dvě pátá místa na mistrovství světa 1991 a 1993 a čtvrté místo na halovém mistrovství světa 1993. Třikrát reprezentoval na letních olympijských hrách. V Soulu 1988 skončil v kvalifikaci. O čtyři roky později v Barceloně se umístil na sedmém místě. Na olympiádě v Atlantě 1996 skončil ve finále na předposledním, třináctém místě.

## Osobní rekordy
- hala - (236 cm, 18. března 1994, Weinheim) - národní rekord
- venku - (238 cm, 12. července 1995, Nice) - národní rekord